# 京王バス永福町営業所

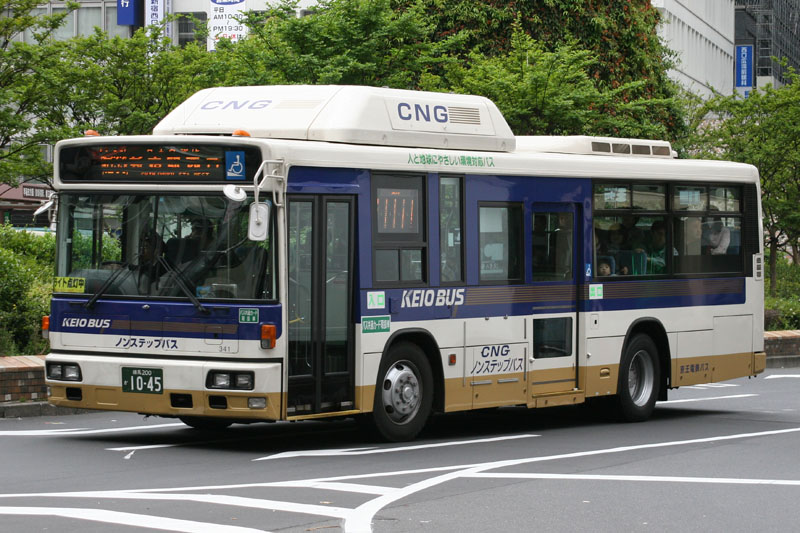
永福町所属車 (D40341、除籍済)

京王バス永福町営業所（けいおうバスえいふくちょうえいぎょうしょ）は、東京都杉並区永福にある京王バスの営業所。当所を表す社内識別記号は「D」。ナンバープレートは「杉並」。
本項では、かつて存在した笹塚営業所と世田谷営業所についても述べる。

## 概要
新宿駅・渋谷駅・永福町駅・八幡山駅・三鷹駅などを主なターミナルとし、新宿区・中野区・杉並区・三鷹市などを運行する一般路線バス、杉並区コミュニティバス「すぎ丸」を所管する。高速バス・観光バスの車両配置もあり、以前は京王電鉄バスの高速バスセンターも併設されていた。
京王井の頭線の永福町駅付近にある。また京王井の頭線の引き込み線が通っており、井の頭線の新車搬入はここで行われる。
かつては車庫内に「京王エコ・ステーション」が設置され、CNG（圧縮天然ガス）を燃料とするCNG車が多く配置されていたが、2016年末までにCNG車は全廃され、翌2017年にエコ・ステーションも閉鎖され、建屋も解体された。

## 沿革
京王帝都電鉄の設立後間もない、1948年（昭和23年）9月16日に新設された営業所である。その後、1949年12月25日に笹塚営業所（営業所記号は「E」）の開設により、いったんは同所の支所となるが、1950年7月1日に支所から独立し、再び営業所となった。
終戦直後より、都営バスとの相互乗り入れによる東京線（武蔵境駅 - 新宿駅 - 東京駅）、新橋永福町線（永福町 - 渋谷 - 新橋駅）の運行を開始し、1960年代半ばころには、ほかに方南線、松ノ木線、三鷹線、渋谷線などを受け持っていた。
その後、1970年に永福町検車区の移転、および永福町工場の廃止により営業所の敷地が拡張され、同年12月1日に世田谷営業所（初代）を統合した。これにより永福町営業所はおおむね現在の規模となった。世田谷営業所（初代）とは、1955年に笹塚営業所の移転によって開設された営業所で、新宿 - 三鷹方面や新橋 - 下高井戸間など、甲州街道上を走る長距離路線をいくつか担当していた。しかしこれらの路線は営業所統合の頃には廃止されており、世田谷営業所（初代）から永福町営業所に引き継がれたのは主に、阿佐ヶ谷線や大宮線といった路線である。
1998年10月16日より、京王電鉄からの受託運行を京王バス（初代）が開始し、現在は譲渡路線を含め、すべての一般路線の運行業務を京王バス（2代）が行っている。2006年4月1日には大宮線（中71：中野駅 - 永福町）が中野営業所に移管された。
2013年5月13日に、大宮線が当営業所に復帰。代替として渋谷初台線（渋61：渋谷駅 - 初台駅）、笹塚循環線（渋68：渋谷駅 - 大原一丁目・渋69：渋谷駅 - 笹塚駅）が中野営業所に移管された。但し、渋68は中野営業所移管後も、渋谷駅 - 永福町の1往復のみNHK線の入出庫として当営業所が担当していたが、NHK線の廃止までに両方向とも運行を終了した。
2019年10月1日、主に高速・貸切バスを専門に扱っていた世田谷営業所（2代）を当営業所の配下の車庫とし、永福町営業所世田谷車庫に改称した。初代とは場所が異なり、世田谷区上北沢5丁目9-1に所在し、京王線上北沢駅と八幡山駅の間の北側の国道20号（甲州街道）沿いにある。

## 現行路線
2008年10月より、全路線が京王バス東（当時）の自社路線となった。

### 聖堂線
- 宿32：新宿駅西口 - 十二社池の下 - 本町三丁目 - 南台交差点 - 南台図書館 - 佼成行学園 - 佼成会聖堂前
- 宿32：佼成行学園 → 南台図書館 → 南台交差点 → 本町三丁目 → 十二社池の下 → 新宿駅西口
- 宿35：新宿駅西口 - 十二社池の下 - 本町三丁目 - 南台交差点 - 南台図書館 - 佼成行学園 - 佼成会聖堂前 - 杏林大学杉並病院
- 永70：佼成会聖堂前 - 方南町駅 - 西永福 - 永福町
- 永72：杏林大学杉並病院 - 方南町駅 - 西永福 - 永福町

宿32は、南台図書館までは宿33と同経路を走り、その先中野区弥生町の交差点で右折し、その先東京メトロ中野検車区の脇の道を通り北上、その先神田川を渡り和田一丁目交差点で左折し、中71系統と並行して佼成会聖堂に至る。終点の聖堂前では、佼成会大聖堂の西側にある法輪閣の駐車場に入って折返す。法輪閣の駐車場でイベントが開催されている場合などで使用できない時は、脇にある臨時の入り口を開放し折り返して、中野本郷通り上で発車時間まで待機する。かつて乗車案内は「佼成会聖堂前・普門館」となっていたが、この表示の中の普門館が2011年の東日本大震災により使用できなくなって2019年に完全に閉鎖されたため、バス前面と側面のLED表示機と車内自動音声共に「佼成会聖堂前」と短縮されている、2023年3月1日より中野営業所も参入したが、佼成行学園始発の便は、朝のみ新宿駅西口方向のみ中野営業所が担当する。中野車庫から佼成行学園は回送として運転。
永70は佼成会聖堂前と永福町を結ぶ路線。宿33と違い、大宮八幡入口 - 永福町間は往復とも西永福経由。
宿32と永70を合わせて、事実上、新宿駅西口と永福町を佼成会聖堂前経由で結ぶ路線を形成していると言える（過去にはこのような路線が存在した）。宿35・永72は2014年10月1日、佼成病院の移転開院に伴って登場した。既存の宿32・永70を佼成会聖堂前から1区間延長する形で、それぞれ毎時1本程度の運行である。

### 方南線
- 宿33：新宿駅西口 - 十二社池の下 - 南台交差点 - 峰 (方南町駅東) - 方南町駅 - 永福町（※平日のみ深夜バスあり）

方南通りを経由し、永福町と新宿駅の間をほぼ一直線に結ぶ。新宿側の利用率が高い典型的な都心 - 郊外直結路線。永福町付近に一方通行道路があるため、終点付近は反時計回りの運行ルートであるが、循環運行は行わず永福町で運行を打ち切り、改めて永福町始発として運行を行っている。
2019年2月18日実施のダイヤ改正より、一部「峰」停留所で始発・終点となる系統の運行もあるが、この便は中野営業所担当となっている。なお「峰」停留所は、方南町駅の最寄りバス停の一つとして案内されており、環七通りと方南通りが交差する方南町交差点の東側に位置する。このため、方南町交差点の西側に位置する方南町駅停留所・永福町方面には行かないので注意。2021年4月1日実施のダイヤ改正より、峰止まりの便は南台交差点止まりに変更された。（終着後は中野車庫まで回送入庫）

### 丸の内線

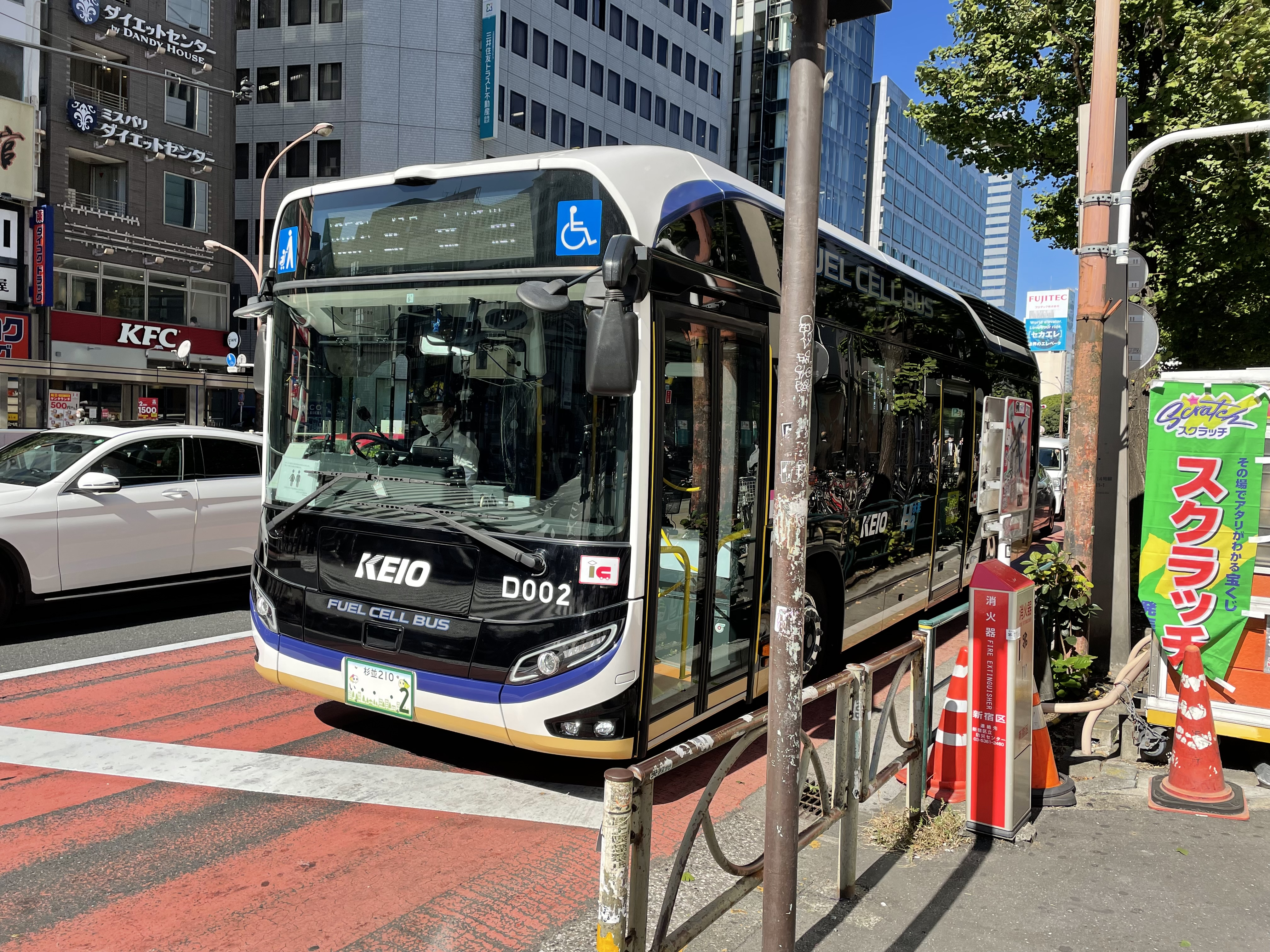
丸の内線で使用される水素燃料電池バス(D002)

- 050：渋谷駅 → 渋谷区役所 → 放送センター西口 → 参宮橋駅 → 西参道 → 新宿駅西口 → 新宿南口交通ターミナル（バスタ新宿） → 新宿御苑 → 四谷一丁目 → バスターミナル東京八重洲（※バスターミナル東京八重洲方向）
- 030：永福町駅 → 方南町駅 → 峰 (方南町駅東)  → 南台交差点 → 十二社池の下 → 新宿駅西口 → 新宿南口交通ターミナル（バスタ新宿） → 新宿御苑 → 四谷一丁目 → バスターミナル東京八重洲（※バスターミナル東京八重洲方向）
- 030：バスターミナル東京八重洲 → 新橋駅 → 四谷一丁目 → 東京メトロ新宿御苑前駅 → 新宿南口交通ターミナル（バスタ新宿） → 新宿ワシントンホテル前 → 南台交差点 → 峰 (方南町駅東) → 方南町駅 → 永福町（※永福町方向）

2022年9月17日新設。京王電鉄バスが自社で運営するバスターミナル東京八重洲の開業に伴い、2021年10月1日に新設された052系統を廃止した上、再編する形で新設された。系統番号には漢字を用いず、3桁数字のみの番号を採用。使用する車両は、車両整備などの点検時を除き、原則として水素燃料電池バスが使用されていた。
運行開始当初は日中時間帯及び夕方の計3往復のみ運行。
渋谷駅系統（050）は渋谷駅 - 新宿駅西口は中野営業所管轄の宿51系統と同じルートを辿り、新宿駅西口 - バスターミナル東京八重洲は途中表記されている停留所のみ停車する急行運転をとる。なお、同区間は往路と復路で経路が異なり、新宿御苑は「バスターミナル東京八重洲方向のみ停車」、新橋駅・東京メトロ新宿御苑前駅は「渋谷駅方向のみ停車」となる。
京王バスが新橋駅に乗り入れるのは、中野営業所管轄の120系統が1979年11月23日に橋63系統と中63系統に分断して以来、およそ40年ぶりの復活となる。また永福町営業所としては、渋66や宿51の移管、NHK線の廃止等によって、渋谷駅を発着する路線から撤退していたが、当路線の新設により再進出を果たしている。
2022年9月17日より、系統番号を「050」に改番しバスターミナル東京八重洲まで延伸。これに伴い、新橋駅停留所は渋谷駅方向のみ停車の途中停留所となった。
2023年9月16日より、大手町（グランキューブ）を廃止し、経路を変更。
2024年4月1日より050系統のバスターミナル東京八重洲発渋谷駅行きを廃止し、渋谷駅発バスターミナル東京八重洲行きが1日1便のみの運行となる。残り2.5往復は代替で設定される030系統（永福町〜新宿駅西口〜バスターミナル東京八重洲）となり、030系統・050系統いずれも新たにバスタ新宿（3階）を経由する。030系統は永福町〜新宿駅間は宿33と同じルートを取るが、永福町行きは新宿駅周辺のルートが異なり新宿駅西口を経由せず、代わりに新宿ワシントンホテル前を経由する。
2024年6月1日改正より平日は全便運休となり、同年8月19日改正で土曜日の運行も取り止められ、以降は休日のみの運行となっている。2024年11月3日より新宿三丁目、新宿二丁目仲通り、都立新宿高校（いずれも新宿WEバスの停留所）が途中停留所に追加。

### 三鷹線
- 鷹64：三鷹駅南口 - 南浦 - 下連雀 - 三鷹台団地 - 久我山駅
- 鷹64（出入庫）：永福町 - 浜田山 - 久我山駅

城西乗合自動車商会→東横乗合→帝都電鉄→小田急電鉄→東京急行電鉄（大東急）と事業者の移管を繰り返したのち、京王帝都電鉄発足と同時に京王バスの路線として落ち着いた経緯を持つ。
京王帝都発足後、大宮八幡から浜田山までは狭隘区間のため廃止。1960年代には、久我山駅から浜田山までは人見街道、浜田山以降は東京線と同じルート（水道道路から甲州街道経由）で新宿駅西口まで運転されていた。
中型車が使用されている。主に人見街道や連雀通りを走行し、三鷹台団地より小田急バスの路線と合流する。久我山駅では踏切を渡った後、人見街道沿いの住宅街に設けられている折返場にて待機と折返を行う。一時期は真福寺止まりの系統も存在した。
同じ系統番号で運行される永福町 - 久我山駅間は久我山方面は早朝、永福町方面は夜間のみの出入庫運用となっており、本数は非常に少ない。日中は営業運転せず回送される｡

### 松ノ木線

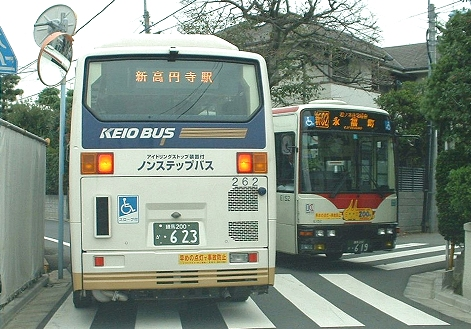
松ノ木線専用の小型車両

- 高45：永福町 - 大宮八幡前 - 松ノ木住宅 - 大法寺前 - 新高円寺駅 - 高円寺駅南口（関東バス五日市街道営業所と共同運行）
- 新02：永福町 - 大宮八幡前 - 松ノ木住宅 - 大法寺前 - 新高円寺駅（関東バス五日市街道営業所と共同運行）

永福町と高円寺駅を松ノ木経由で結ぶ。昭和30年代に永福町 - 松ノ木町（現・松ノ木住宅）の路線として京王単独で開通し、2002年（平成14年）6月1日付けで高円寺駅へ延長の上、関東バスが新規参入した。道幅が狭く、松ノ木住宅にて発着していた頃から小型車を使用していた。高円寺駅への延長にあたっては、さらに狭い道路でのバス同士の行き違いが必要になるため、両社とも専用の小型車を新規導入している。日中は高45として運転されるが、それ以外は新02として新高円寺駅で折り返し、永福町 - 新高円寺駅間の本数を同じ運行台数で増加させている。
東京高円寺阿波おどりの開催中は、高45は運休となり、新高円寺駅 - 永福町間を通常の高45と同じダイヤにおいて新02として運行する。
2019年10月16日、ダイヤ改正（19時以降の便を永福町〜高円寺駅南口まで延伸、最終バス繰り上げを含む）が行われた。

### 希望ヶ丘団地線
- 八01（下り）：八幡山駅 → 松沢病院前 → 上北沢二丁目 → 八幡山一丁目 → 船橋六丁目 → 船橋交番北 → 希望ヶ丘団地 → (上り)
- 八01（上り）：希望ヶ丘団地 → 朝日新聞社前 → 大東学園 → 船橋七丁目 → 船橋交番北 → 船橋六丁目 → 八幡山一丁目 → 上北沢二丁目 → 将軍池公園 → 上北沢公園 → 八幡山駅

八幡山駅とその南側にある希望ヶ丘団地を結ぶ短距離路線である。団地には小田急ハイウェイバスの一般路線も乗り入れ、小田急線の駅と連絡しているが、京王線へのアクセス手段を望む住民の声に応える形で2001年10月に開業した。当初は調布営業所が受け持っていたが、2005年12月に移管された。
平日と土休日に関わらず全ての時間帯で、中型車での運行になっている。
路線図上は八幡山駅付近がループ状になっているが、八幡山駅をまたぐ乗車はできない。
八01は希望ヶ丘団地付近もループ状になっているが、循環運行をしており希望ヶ丘団地をまたぐ乗車は可能である。ただし、八幡山駅発最終は船橋七丁目止まりである。
2016年10月17日のダイヤ改正より、新設された烏51の運行開始に伴い日中時間帯は運行せず、朝・夕方のみの運行となり16時～18時台の本数が減便となった。
2018年2月22日のダイヤ改正より、深夜バスの設定が無くなった。
2023年3月1日のダイヤ改正より、八01が増回され、平日・土曜・日祝に関わらず、日中を含め朝から夜までの通しの運行となった。また、朝日新聞社前と船橋七丁目の間に大東学園が新設された。
下記の経堂線と合わせて、永福町営業所が所管する路線の中で､他の路線と交わらないエリアを走行している。

### 経堂線
- 経02：経堂駅 - 経堂赤堤通り団地 - 希望ヶ丘団地 - 上北沢二丁目 - 八幡山駅(小田急ハイウェイバスと共同運行）

2014年1月16日のダイヤ改正で新設された世田谷区におけるコミュニティバス路線の一つで、当区の案内では「経堂・八幡山路線」と称されている｡
運賃は小田急ハイウェイバスと共通で大人210円・小児110円（IC 105円）。7時台～20時台（土・休日は18時台）の運行で、30分ヘッド。船橋交番北～八幡山駅間は、八01と同経路。この路線の開業で、経堂駅周辺の商圏・赤堤地区と、上北沢・八幡山地区が乗り換えなしに移動できることになった。
2016年10月17日のダイヤ改正で経路変更が行われ、船橋交番北経由が希望ヶ丘団地経由に変更された。

### 烏山線
- 烏51：南水無 - 千歳烏山駅 - 塚戸小学校 -（←千歳台四丁目）- 希望ヶ丘団地 - 八幡山一丁目 - 八幡山駅（土曜1往復のみ。土曜が祝日の場合は運行されない。）

2016年10月17日のダイヤ改正に新設された路線。この路線の開設に伴い、調布営業所で運行されていた烏51（土曜の最終1本のみ）は廃止となった。千歳台四丁目停留所は千歳烏山駅方向のみの停留所である。
2018年2月22日のダイヤ改正で土曜1往復に減便された。八幡山駅 - 希望ヶ丘団地については代替として八02を新設した。

### 東京スタジアム線（急行）
- 調29：調布駅北口 - 味の素スタジアム（調布営業所・中野営業所と共管）

サッカー開催時・イベント開催時のみ運行される。

### コミュニティバス

#### 杉並区コミュニティバス「すぎ丸」
- けやき路線：阿佐ケ谷駅南口 - 浜田山駅
- さくら路線：浜田山駅南 - 下高井戸駅入口

かえで路線は関東バス五日市街道営業所が担当する。

## 移管路線

### 船橋線
- 歳23：千歳船橋駅 - 千歳台六丁目 - 千歳烏山駅 - 南水無

1997年（平成9年）10月1日、京王バス（初代）の営業開始に合わせて調布営業所へ移管。

### 渋谷初台線
- 渋61：渋谷駅 -（←東急百貨店本店前 / 西武百貨店→）- 富ヶ谷 - 代々木八幡駅入口  -（東京オペラシティ南→） - 初台駅
- 渋62：渋谷駅 - 富ヶ谷 - 弥生町一丁目 - 佼成会聖堂前

東急バス淡島営業所の系譜に属する旧代々木乗合自動車以来の路線で、幡代線や阿佐ヶ谷線の開設後も平成中期まで東急が単独運行していた。2000年（平成12年）6月16日から京王バスが新規参入、以降渋61系統は東急バスとの共同運行だったが、2002年（平成14年）6月1日からは東急の撤退により京王単独の運行となった。
2013年（平成25年）5月13日付で中野営業所に移管された。

### 笹塚循環線
2010年10月10日以前の経路
- 渋67：渋谷駅 → 大山町 → 大原一丁目 → 泉南 → 笹塚中学 → 笹塚 → 大原一丁目 → 大山町 → 渋谷駅（循環）
- 渋68：渋谷駅 - 大山町 - 大原一丁目 - 泉南 - 笹塚中学 → 笹塚
- 渋69：渋谷駅 - 大山町 - 東京消防学校西 - 笹塚（夜間2便のみ）

2010年10月11日以降の経路
- 渋60：渋谷駅 - 東大裏 - 富ヶ谷交差点 - 代々木上原駅 - 大山町 - 笹塚駅
- 渋68：渋谷駅 → 渋谷区役所 → 富ヶ谷 → 代々木上原駅 → 大山町 → 大原一丁目（夜間数便のみ）
- 渋69：渋谷駅 - 渋谷区役所 - 富ヶ谷 - 代々木上原駅 - 大山町 - 笹塚駅

2010年（平成22年）10月1日、「笹塚」停留所を移設し「笹塚駅」へ変更。同年10月11日に路線再編・経路変更が行われ、渋67は渋60に変更された。
2013年5月13日付で中野営業所へ移管された。

### 大宮線
- 中71：中野駅南口 - 紅葉山公園下 - 鍋屋横丁 - 中野車庫 - 中野富士見町駅入口 - 方南町駅 - 西永福 - 永福町

元々は永福町営業所の路線だったが、2006年（平成18年）4月1日付で一度中野営業所に移管、その後2013年5月13日の再移管で永福町営業所に戻された。ただし、中野車庫発着便は引き続き中野営業所が担当していた。2018年（平成30年）2月22日付で中野営業所に再移管された。

### 佼成病院 - 高円寺駅南口
- 高46：佼成病院 - 堀の内二丁目 - 堀の内 - 杉並車庫 - 高円寺駅南口

2014年（平成26年）9月16日に開業。当初は堀の内二丁目 - 高円寺駅南口間を結んでいたが、同年10月1日に佼成病院発着に延長となった。
2018年2月22日付で中野営業所へ移管。

### 渋谷線
- 宿51：新宿駅西口 - 十二社池の下  - 西参道 - 参宮橋駅 - 放送センター西口 - 渋谷区役所 - 渋谷駅
- 宿51：新宿駅西口 → 新宿駅西口26番 → 十二社池の下 → 西参道　※平日のみ
- （入庫）：渋谷駅 → 渋谷区役所 → 放送センター西口 → 参宮橋駅 → 代々木三丁目（夜間1便のみ）

2019年（平成31年）2月18日実施のダイヤ改正により中野営業所に移管された。ただし渋谷駅始発の代々木三丁目行のみは引き続き永福町営業所が担当していた。2020年（令和2年）、NHK線の廃止に伴いこれも中野営業所に移管された。

### 中野新橋線
- 中83：中野駅南口 - 紅葉山公園下 - 鍋屋横丁 - 中野新橋駅 - 南台交差点 - 南部高齢者会館
- （出庫）：中野特別支援学校 → 南部高齢者会館 → 南台交差点 → 中野新橋駅 → 鍋屋横丁 → 紅葉山公園下 → 中野駅南口

2005年（平成17年）9月16日、廃止された中83系統（京王バス中野営業所#川島循環線）の代替で開設。小型車が使用されており、三菱ふそう・エアロミディME（CNG車）が永福町営業所に在籍していた頃は、事実上の専用車として充当されていた。
2014年4月14日より南台交差点発着便の運行が開始されたが、これは中野営業所が中型車で担当していた。2019年2月18日のダイヤ改正で、南部高齢者会館発着便も中野営業所に移管された。
※尚、この路線は2023年3月1日付けで、運行形態が変更となり中83系統は廃止となり中84系統、中85系統に変更となった。
中84系統は 中野駅 - 紅葉山公園下 - 鍋屋横丁 - 中野新橋駅- 南台交差点 - 広町住宅 - 峰（方南町駅東）の区間となり
中野駅を始発（7時台）・14時台・16時時台に計1日3本（平日、休日共に）発車する。
また、中85系統は、中野駅 - 紅葉山公園下 - 鍋屋横丁 - ［[中野新橋駅]］- 南台交差点 - 広町住宅 - 峰（方南町駅東） - 方南町駅 - 大宮町 - 西永福 - 永福町という
路線で中野駅を9時台、11時台、13時台、計1日3本（平日、休日共に）発車する形態になった。これにより中83系統の南部高齢者会館（川島循環線）、南台交差点行きが廃止となった。この路線は中野営業所の路線として運行していたが、2024年3月15日に廃止され、中86系統に移管された(京王バス中野営業所#中野新橋線)。

### 阿佐ヶ谷線
- 渋66：渋谷駅 - 富ヶ谷 - 代々木八幡駅入口 - 幡ヶ谷駅 - 笹塚駅 - 代田橋 - 方南八幡通り - 堀の内 - 杉並車庫 - 新高円寺 - 杉並区役所 - 阿佐ヶ谷駅（都営バス小滝橋営業所杉並支所と共同運行）
- 渋66：渋谷駅 → 富ヶ谷 → 代々木八幡駅入口 → 幡ヶ谷駅 → 笹塚駅 → 代田橋 → 方南八幡通り
- （出入庫）：方南町駅 - 堀の内 - 杉並車庫 - 新高円寺 - 杉並区役所 - 阿佐ヶ谷駅
- （出入庫）：方南町駅 - 西永福 - 永福町

2019年2月18日実施のダイヤ改正により中野営業所に移管された。これに伴い、方南町駅発着の出入庫便は廃止となっている。

### 渋谷区コミュニティバス「ハチ公バス」
- 春の小川ルート（本町・笹塚循環）
- 丘を越えてルート（上原・富ヶ谷ルート）

いずれも2019年（令和元年）10月16日に中野営業所に移管された。

## 廃止・撤退路線

### 東京線
- 119：東京駅乗車口 - 四谷見附 - 新宿駅西口 - 幡ヶ谷駅 - 永福町 - 上高井戸 - 松庵町 - 吉祥寺駅 - 連雀通商店街 - 武蔵野赤十字病院 - 武蔵境駅南口（都営バス新宿営業所、武蔵野乗合自動車→小田急バス三鷹営業所→小田急バス吉祥寺営業所と共同運行）

1949年（昭和24年）に都営バス、小田急バスの前身の武蔵野乗合自動車と3社共管で運行開始。翌1950年（昭和25年）、武蔵野乗合は小田急電鉄に買収され、社名を小田急バスに変える。
都電第5次撤去と同時の1970年（昭和45年）3月20日限りで都営と京王が撤退。小田急バスは新宿駅西口までに短縮の上、宿44系統として運行を継続していたが、2024年3月15日限りで吉祥寺駅 - 武蔵境駅南口間が廃止され、新宿駅西口 - 吉祥寺駅間のみに縮小された後、2025年6月29日の運行をもって系統廃止となった。

### 新橋線
- 111：新橋駅 - 西新橋一丁目 - 虎の門 - 溜池 - 赤坂見附 - 四谷駅前 - 四谷三丁目 - 新宿一丁目 - 新宿追分 - 新宿駅南口 - 角筈二丁目 - 西参道 - 新宿車庫前（初台交差点） - 初台 - 幡ヶ谷 - 笹塚 - 明大前 - 下高井戸（1948年10月から1970年10月31日まで）
- 111：新橋駅 - 溜池 - 四谷駅前 - 新宿駅南口 - 西参道 - 初台 - 笹塚 - 明大前 - 永福町（1970年11月1日から廃止まで）

都営バス新宿営業所と共同運行。世田谷営業所（初代）からの引き継ぎ路線で、引き継ぎの際に終点が永福町へ変更された後、1971年（昭和46年）10月31日限りで京王が撤退。

### 新橋永福町線
- 126：永福町 - 代田橋駅 - 大原町 - 上原駅上 - 富ヶ谷 -（←渋谷駅/神山町→）- 南青山五丁目 - 外苑前 - 南青山一丁目 - 六本木 -溜池 - 新橋駅

都営バス新宿営業所と共同運行。1950年（昭和25年）10月に開通し、新橋線と異なり当初から永福町所管だった。
富ヶ谷から渋谷二丁目にかけての渋谷地区では、永福町行きは渋谷駅東口、宮下公園、宇田川町を、新橋駅行きは神山町、渋谷栄通（現在の渋谷センター街入口辺り）を経由していた。六本木と新橋の間は都電6系統（現・都バス都01系統）と並行し、六本木から青山一丁目まで外苑東通りを走り、青山通りに出て渋谷駅というルートを取った。
1969年（昭和44年）3月31日限りで廃止。富ヶ谷と代々木上原の間の井ノ頭通りは、2003年に笹塚循環線が新設されるまで、30年以上も路線バス空白地帯となってしまった。

### 高円寺線
- 136：高円寺駅北口 - 蚕糸試験場 - 堀ノ内 - 方南八幡通り - 代田橋 - 代田操車所（現・新代田駅前）

都営バス堀ノ内営業所→杉並営業所と共同運行。1957年（昭和32年）に開設された都営バス9系統に後から京王が参入して136系統と改められる。
1971年（昭和46年）8月31日限りで京王が撤退。その後、2014年の佼成病院移転に伴い高円寺駅 - 佼成病院線として復活を果たしている。

### 駒場線
- 宿50：新宿駅西口 - 西参道 - 初台坂上 - 代々木八幡（現・代々木八幡駅入口）- 東大前 - 大橋 - 中目黒駅 - 祐天寺 - 目黒区役所（現・水道局目黒営業所）

東京急行電鉄（現・東急バス）目黒営業所と共同運行。東急との相互乗り入れで目黒区に足を伸ばしていた路線。東急では松濤線と呼称した。
1955年（昭和30年）に新宿駅西口と駒場駅（現・駒場東大前駅）の間で開通、当初は京王単独でしかも幡代経由だった。その後、山手通りの整備が進んだ1965年（昭和40年）に東急東横線中目黒駅まで延長、東京急行電鉄の洗足線と接続の上、東急が新規参入した。新宿駅西口と初台交差点の間は新橋線と同じ、初台交差点と東大前の間は渋谷初台線と同一、中目黒駅から終点の目黒区役所までは東急バス洗足線と同一のルートを取った。
新宿駅から目黒区東山にあった東急修学旅行会館へのアクセスを確保すると共に、東海大学本部・代々木キャンパス、東海大望星高校への通学輸送を担っていたが、1971年（昭和46年）に京王が撤退、残った東急便も1974年（昭和49年）1月15日限りで廃止となった。

### 三軒茶屋線
- 新宿三光町 - 幡ヶ谷 - 大山町 - 東北沢 - 下北沢駅 - 代沢小学校 - 代沢十字路 - 三軒茶屋

小田急バス若林営業所と共同運行。1950年（昭和25年）に開設。幡代を左折して中野通りに入り、東急バス幡ヶ谷線との併走区間を経て茶沢通りを南下、東急玉川線とぶつかる三軒茶屋まで運転された。
1966年（昭和41年）の車両制限令改正に伴い、世田谷区北沢の狭隘な道路を大型バスが走れなくなったことで新宿と下北沢の間が廃止になり、同時に京王は撤退。下61系統として下北沢引返所 - 野沢交番間を小田急バスが単独で継続される。

### 松沢線
- 浜田山駅 - 興和化学 - 上北沢駅 - 世田谷車庫 - 八幡山駅 - 明大グランド - 松沢 - 厚生研修所前

現在のすぎ丸および希望ヶ丘団地線の系譜につながる路線。1954年（昭和29年）に下高井戸 - 杉並高校間で開通し、後に浜田山駅での分割、世田谷区松沢方面へのルート変更を経て、1970年（昭和45年）の世田谷営業所閉鎖時に廃止。

### 松ノ木線
- 永01：永福町 -（←西永福 / 大宮台 →）- 大宮八幡前 - 松ノ木住宅

高45・新02系統の前身。2002年（平成14年）6月2日、路線延長に伴うリニューアルの形で廃止。

### 新宿循環線
- 宿30：新宿駅西口 → 十二社池の下 → 本町三丁目 → 西参道 → 新宿駅西口
- 宿40：新宿駅西口 → 西参道 → 本町三丁目 → 十二社池の下 → 新宿駅西口

1978年4月10日運行開始。宿40（午前回り）は西参道先回り。宿30（午後回り）は十二社池の下先回りで午後から終車まで運行。2004年11月30日限りで廃止。
2003年4月1日より中野営業所が担当し、S01系統として運行開始。その後2009年9月27日に新宿WEバスが開業し、2011年12月1日よりS01系統も新宿WEバスに統合された。

### 聖堂線（一部系統の廃止）
- 宿31：新宿駅西口 - 十二社池の下 - 本町三丁目 - 東大附属 - (←川島通り／富士高校→) - 中野車庫

宿32系統の折り返し便といえる存在だったが、独自区間が南台交差点と川島通りの間のごく一部しかなく、重複整理を理由に2004年11月30日限りで廃止され、宿32・33系統に統合。
- 宿34：新宿駅西口 - 十二社池の下 - 本町三丁目 - 東大附属 - 中野車庫 - 佼成会聖堂前

これも宿32系統の変形で、南台交差点を右折して富士高校を経由、中野車庫を左折というものだった。宿32の運転本数のうち、2 - 3本に1本の割合で宿34に振り替えた（宿32は8分間隔だったものが8分～16分間隔に変更され、宿34は16～24分間隔で設定された）が、乗客の流動が偏ったため2001年3月限りで廃止、宿32系統に集約された。
- （出庫）：永福町 → 大宮台 → 方南町駅 → 佼成会聖堂前

2011年（平成23年）7月1日、永70の開設に伴い廃止された。

### 笹塚循環線（渋67）
- 渋67：渋谷駅 → 大山町 → 大原一丁目 → 泉南 → 笹塚中学 → 笹塚 → 大原一丁目 → 大山町 → 渋谷駅（循環）

2003年1月に「笹塚循環線」として開業。2010年10月11日の路線再編で、渋60に変更されて廃止。

### NHK線

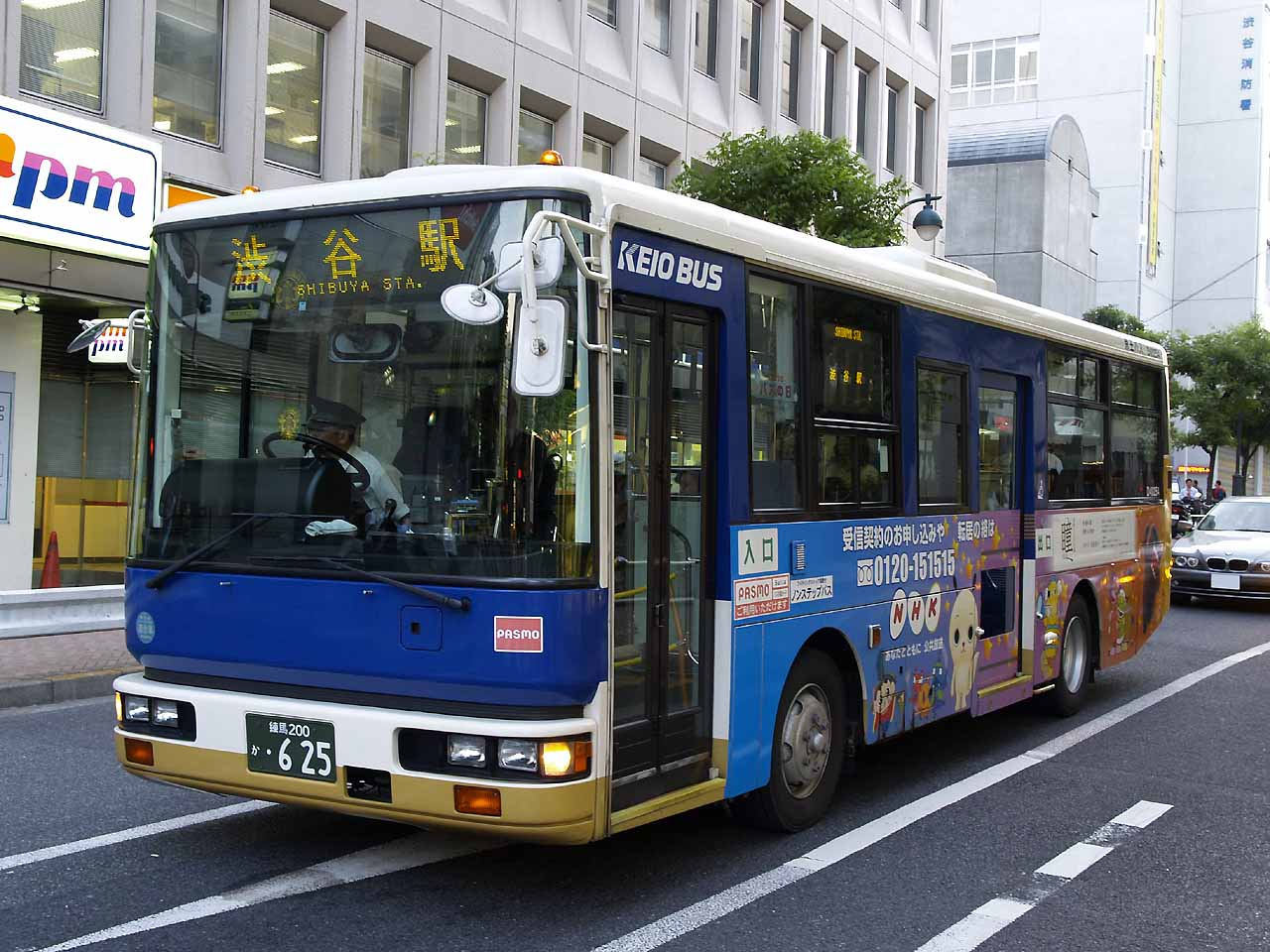
NHK線専用車の日産ディーゼル・スペースランナーRM
（D40254、除籍済）

- NHK：渋谷駅 -（直行）- NHKスタジオパーク

2000年3月18日に開業したNHKスタジオパークへのシャトルバス。NHK線専用ラッピング車両（NHKのキャラクター「どーもくん」などが描かれる）の中型車が充当されたが、検査時やイベントによる多客時などは一般車両で運行されたこともある。運行開始当初は東急バス淡島営業所との共同運行路線だったが、2010年3月31日限りで東急が撤退して京王単独の運行となり、運賃も大人150円・小児80円から一般路線と同額の大人210円・小児110円（IC 105円）に改定された。
直行シャトルバスのため、途中の停留所には停車しない。渋谷駅発着路線でNHK放送センターを経由する系統は、神南一丁目交差点から公園通りを経由（一部は西武百貨店から渋谷センター街・井ノ頭通りを経由）するが、本系統はファイヤー通り経由。
スタジオパークが2011年4月から半年間改装のため休館したことから、本系統は2011年3月28日より2011年10月14日まで土・休日の運行を休止していたが、イベント開催時などは土・休日にも運行することもあった（2011年5月1日・3日～5日に実際に運行した）。
NHK放送センターの建て替え計画と新型コロナウイルス感染症のパンデミックが重なり、スタジオパークは2020年2月25日を最後に休館となったため本路線も運休となり、そのまま5月11日付で閉館が決まったため廃止となった。再開は建て替えの終わる2036年（令和18年）以降になる。
- 渋68：渋谷駅 - 渋谷区役所 - 富ヶ谷 - 代々木上原駅 - 大山町 - 北沢小学校 - 大原一丁目 - 永福町

入出庫便。渋谷駅方向に朝1本、永福町方向に夜1本運行していた。永福町方向は2018年2月1日のダイヤ改正時に、渋谷駅方向はNHK線の廃止と共に運行を終了。

### 丸の内線（052系統）
- 052：渋谷駅 - 渋谷区役所 - 放送センター西口 - 参宮橋駅 - 西参道 - 新宿駅西口 - 四谷一丁目 - 大手町（グランキューブ）（※新橋駅方向のみ） - 新橋駅

2021年10月1日に新設されたが、バスターミナル東京八重洲への乗り入れによる路線再編に伴い、2022年9月16日をもって廃止された。

### 都庁線

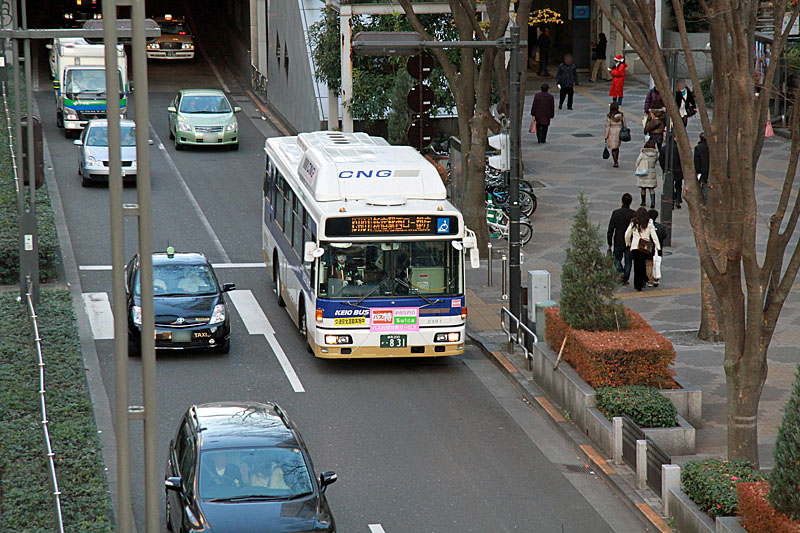
中央通り地下道経由で都庁へ向かう京王便 (D40301) ※除籍済

- C・H01：新宿駅西口（地下） → 都庁第一本庁舎 → 都庁第二本庁舎 → 都議会議事堂 → 新宿駅西口（地下）（都営バス小滝橋営業所と共同運行）

新宿駅西口から東京都庁へのシャトルバス。都庁第一・第二本庁舎、都議会議事堂を循環する系統となっている。系統番号の頭文字は”City Hall”の頭文字を取ったもの。
平日は7〜19時台に運行されるが、土曜・休日は11〜15時台の運行に短縮される。都議会議事堂 → 新宿駅西口間は、都庁舎下の大型バス駐車場の構内を通過する。
1991年（平成3年）の都庁新庁舎完成時から、都営バス新宿営業所（現：新宿支所）が単独で運行していた路線に、1999年（平成11年）11月1日に京王が参入した。この事情により、全ての停留所が都営バスの管理となっている。運賃は都営・京王とも、大人190円（IC運賃189円）・小児100円（IC運賃95円）。
都庁へのシャトルバスということもあり、環境に配慮して2001年には都議会議事堂の駐車場にCNG充填施設のエコ・ステーションが新設され、都営・京王ともにCNG車が充当されていた。その後2014年にエコ・ステーションは閉鎖され、京王のCNG車は全廃された。
CNG車に代わり、現在はハイブリッド車も使用されている（都営は日野・ブルーリボンシティ、京王はいすゞ・エルガ）。通常は大型車が使用されるが、京王便ではまれに中型車が代走することもある。

都営側の担当営業所は、1991年4月1日の開業時は新宿営業所（その後営業所の再編により、渋谷営業所新宿支所から新宿分駐所となり、再度渋谷営業所新宿支所に戻っている）。2009年4月1日より、新宿支所から小滝橋営業所へ移管された。なお、C・H01と交換する形で早81（早大正門 - 渋谷駅）が新宿支所へ移管されている。
2024年3月末をもって運行から撤退。都営バスのみ運行を継続する。

### 丸の内線（一部系統廃止）
- 050：バスターミナル東京八重洲 → 新橋駅 → 四谷一丁目 → 東京メトロ新宿御苑前駅 → 新宿駅西口 → 西参道 → 参宮橋駅 → 放送センター西口 → 渋谷区役所 → 渋谷駅（※渋谷駅方向）

2024年4月1日より050系統のバスターミナル東京八重洲発渋谷駅行きを廃止し、渋谷駅発バスターミナル東京八重洲行きが一日1便のみの運行となる。代替で030系統（永福町〜新宿駅西口〜バスターミナル東京八重洲）を新設する。030系統・050系統いずれも新たにバスタ新宿を経由する。

### 希望ヶ丘団地線（一部系統廃止）
- 八02（下り）：八幡山駅 → 松沢病院前 → 上北沢二丁目 → 八幡山一丁目 → 希望ヶ丘東公園 → 朝日新聞社前→ 希望ヶ丘団地
- 八02（上り）：希望ヶ丘団地 → 朝日新聞社前 → 希望ヶ丘東公園 → 八幡山一丁目 → 上北沢二丁目 → 将軍池公園 → 上北沢公園 → 八幡山駅

2018年2月22日のダイヤ改正より、減便された烏51の代替として八02を新設した。
2023年3月1日のダイヤ改正でより、八01が朝から夜までの通しの運行になったことに伴い、廃止された。

## 車両

### 路線車・特定車

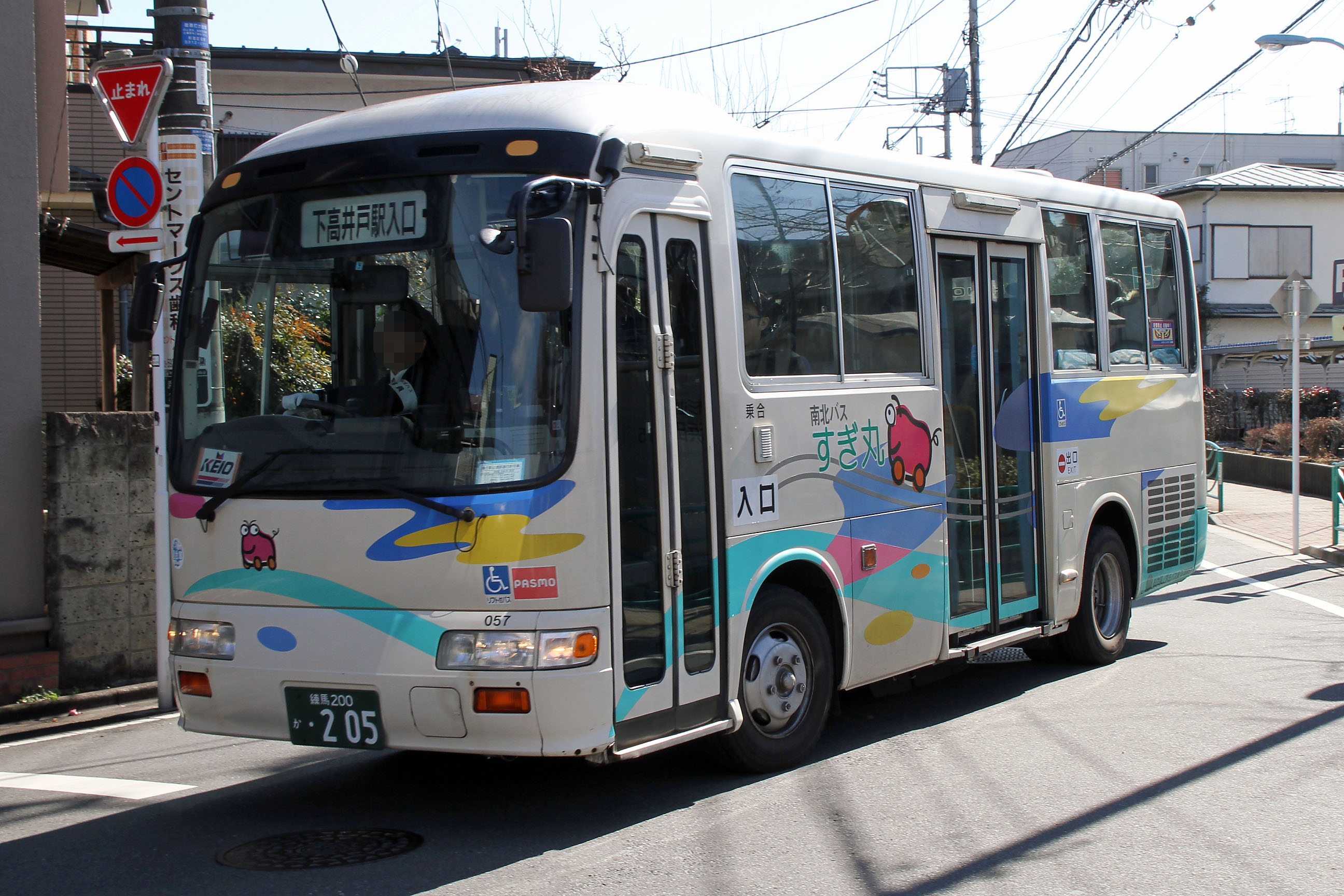
すぎ丸のリフト車（D20057）
日野・リエッセのリフトバスとしては最初期に導入されたもの

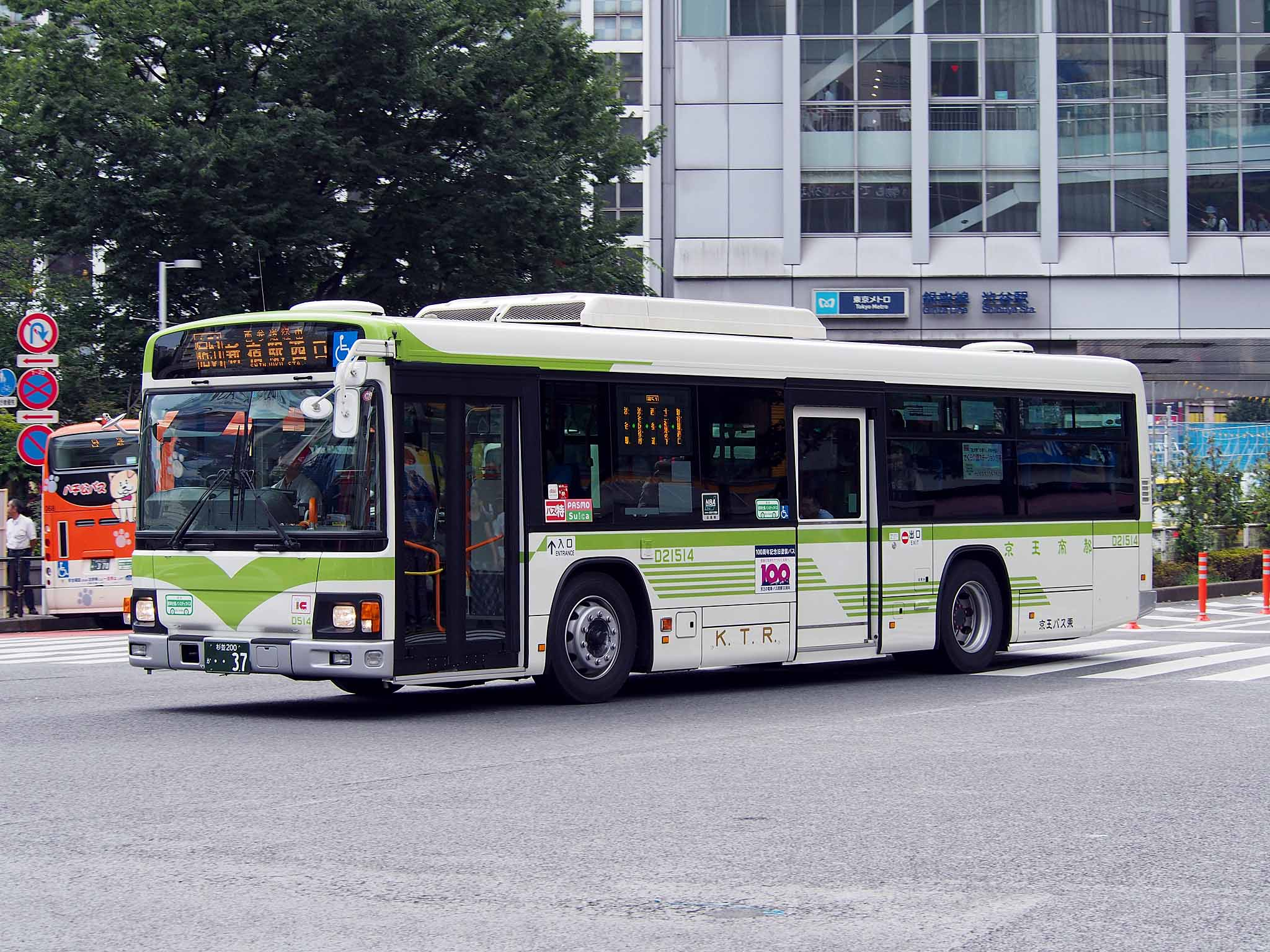
100周年記念復刻塗装車 (D21514)

2022年現在、三菱ふそうトラック・バス、いすゞ自動車、日野自動車、トヨタ自動車製の車両が在籍する。
京王帝都電鉄時代から営業所ごとに採用メーカーが分かれており、1994年までは永福町営業所では三菱車（当時は三菱自動車工業）を導入していた。1995年からは京王バスグループの他の営業所と同様、日産ディーゼル製の中型長尺ワンステップバス（JP系）の大量導入が開始され、以降は日産ディーゼル製車両の配置が急増し、経年車はJPのノンステップバスに置き換えられた。そのため三菱ふそう製と日産ディーゼル製車両の割合が高かったが、UDトラックスのバス製造事業撤退とジェイ・バスの発足後は、日野自動車製の車両も増えつつある。2021年12月以降は、UDトラックス製の車両は在籍していない。
1996年から日産ディーゼル・RNの大量導入が始まると、永福町営業所にも富士重工業製8E車体で導入された。うち1台のD79784号車が京王れーるランドで保存車両として展示されている。また、1999年には初代OZONEシャトルバス専用車として、西日本車体工業製96MC車体を架装したRNが3台（K79951 - K79953）配置され、永福町営業所のみに在籍していた。その後、K79953がOZONEシャトル予備車として残ったほかは、79751と79752の2台は一般色に塗装変更した上で路線車に転用され、他の営業所（調布・府中）へ転出した。最終的に79951は調布から永福町へ戻って除籍、79952は府中を経て調布に最後まで残り、除籍時には調布営業所でRNのさよなら運転が行われた。
小型車は、日野・リエッセとポンチョが在籍する。すぎ丸は各コミュニティバスの専用塗装、松ノ木線用として一般路線塗装の車両が使用される。すぎ丸は2000年の運行開始時にリエッセが5台（D20054 - D20058）導入された。うち1台（D20057）は中扉に車椅子用リフトを備えたステップリフトバスで、これはリエッセのリフトバスの路線バスとしての営業運行では最初期のものである。すぎ丸のリエッセは2004年に2台（D20413 - D20414）増備されたが、2016年12月までに全車が2代目ポンチョ（2ドアロングボディ）に代替された。すぎ丸のリエッセが全車除籍された後も、リエッセは一般路線塗装の共通予備車1台（D21038）のみが残存していたが2023年6月をもって除籍された。この車両の除籍に伴い、京王バスからリエッセが全車除籍となった。
2006年と2007年に導入された三菱ふそう・エアロスターノンステップ (PJ-MP37JK、D30601 - D30607、D30702) は当営業所のみに新製配置された。相次ぐ路線移管と転出車が多い中で、2022年4月現在、全車が生え抜きのまま在籍している｡
2013年8月にはエルガハイブリッドが配置された。2013年と2015年には、京王の電車・バス100周年記念復刻塗装車が導入されている。
2020年には､同社初となるアリソンAT式でラッシュ型仕様のいすゞエルガミオが1台(D12021)導入されている｡
2021年9月には、多摩営業所から燃料電池バスのトヨタ・SORAが転入した（D22002）。原則として丸の内線のみで運行される。
2014年11月17日からご当地ナンバーの杉並ナンバーが導入開始され、2015年以降の新車と転属車は杉並ナンバーで登録される。それ以前から在籍していた「すぎ丸」専用車も全車が杉並ナンバーに変更された。
中野新橋線、ハチ公バス、新宿パークタワーOZONEシャトルバス、ヒルトン東京シャトルバスは、中野営業所へ移管されたため専用車両も転出した。これにより、永福町営業所には特定車の配置がなくなった。

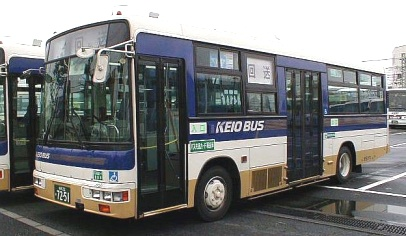
中型路線車 日産ディーゼル・RM、富士8E車体（D49856）
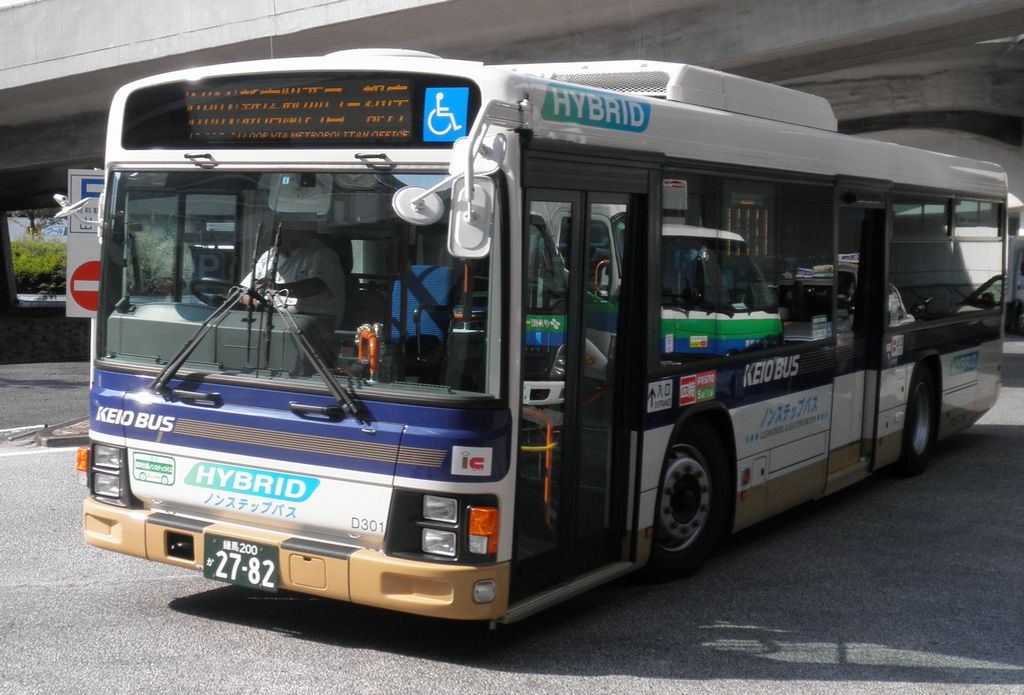
ハイブリッドノンステップバス いすゞ・エルガハイブリッド (D11301)
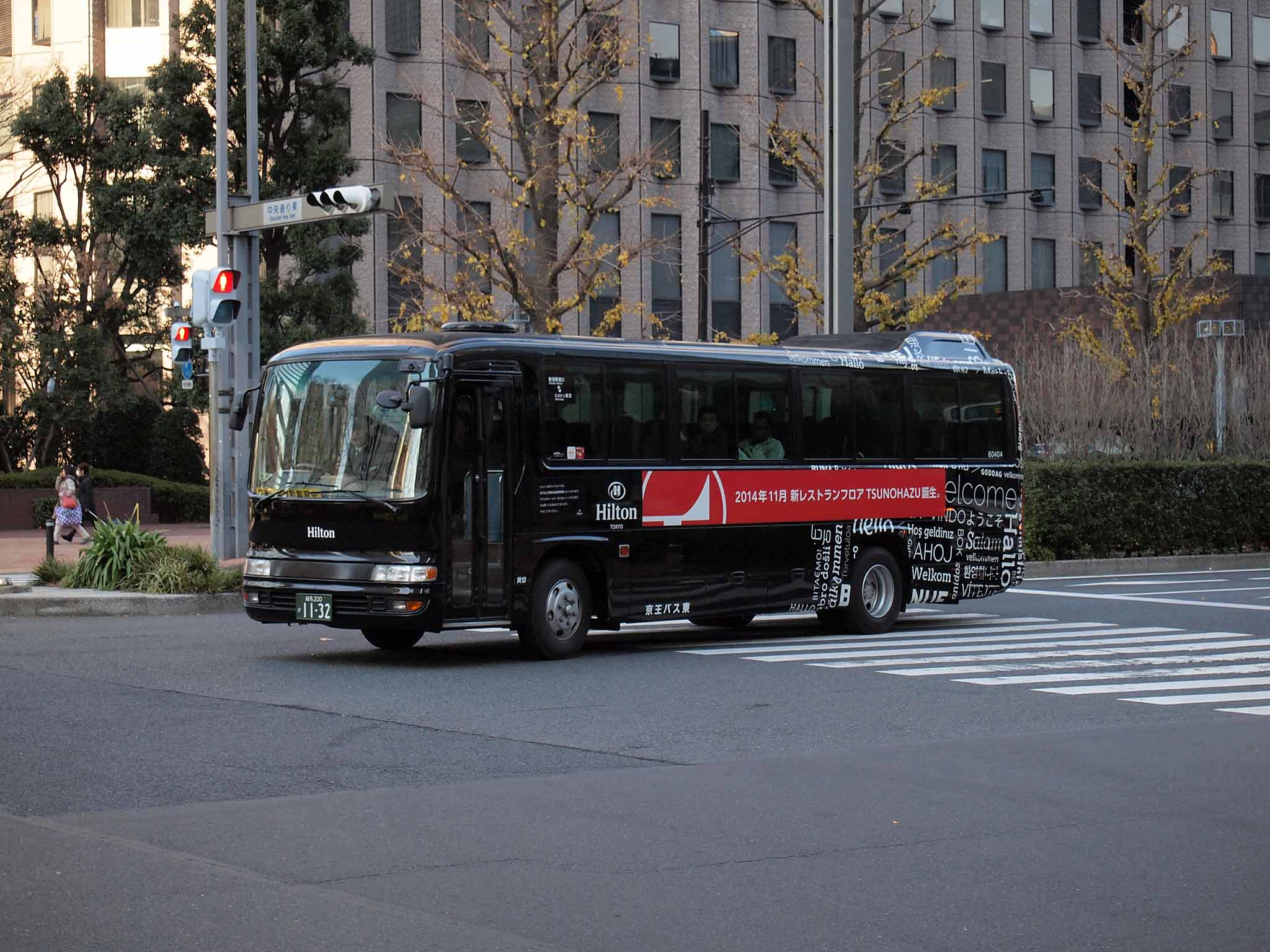
ヒルトン東京シャトルバス 塗装変更後 (K60404)
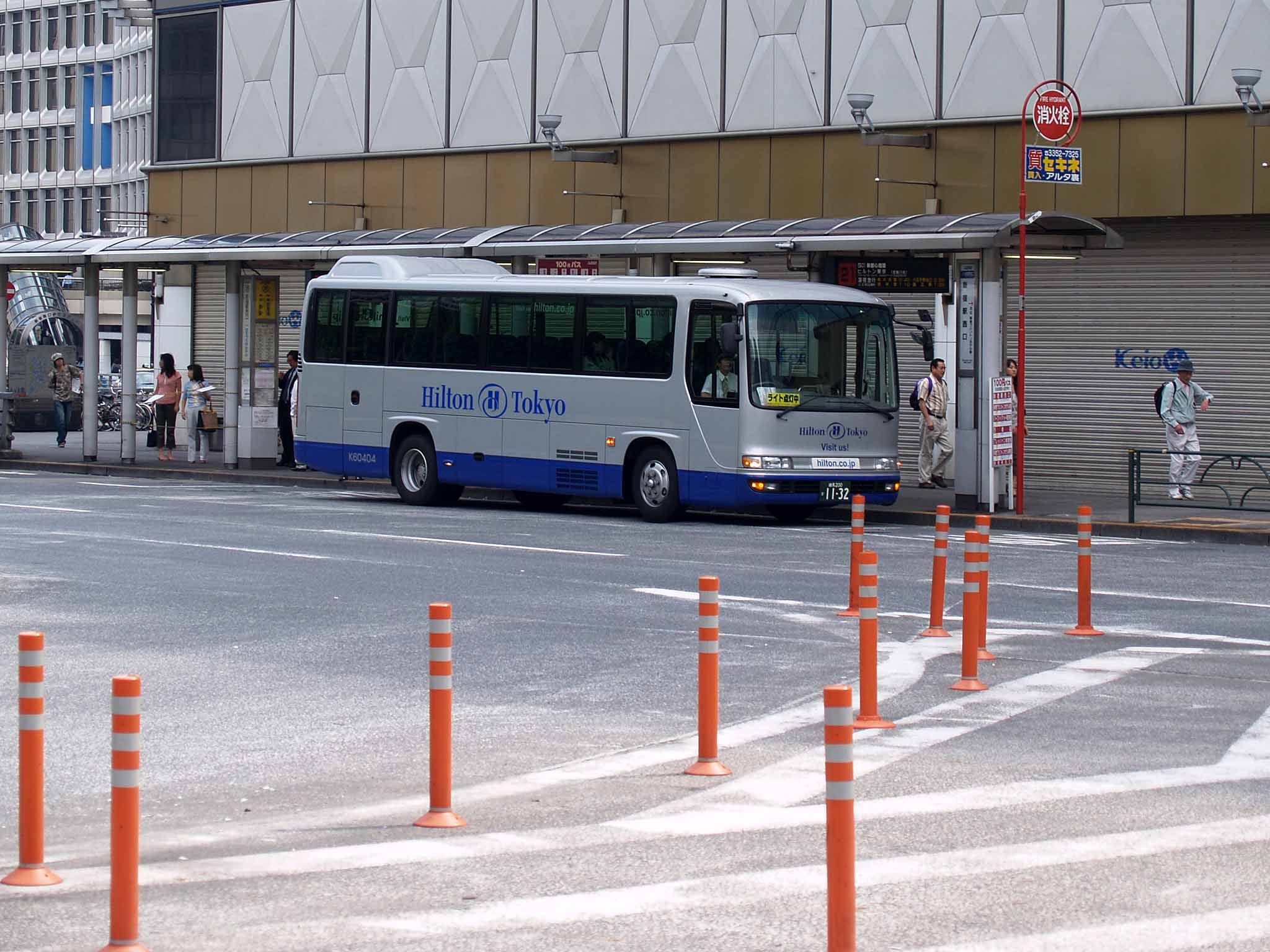
ヒルトン東京シャトルバス 塗装変更前 (K60404)

#### CNG車とエコ・ステーション

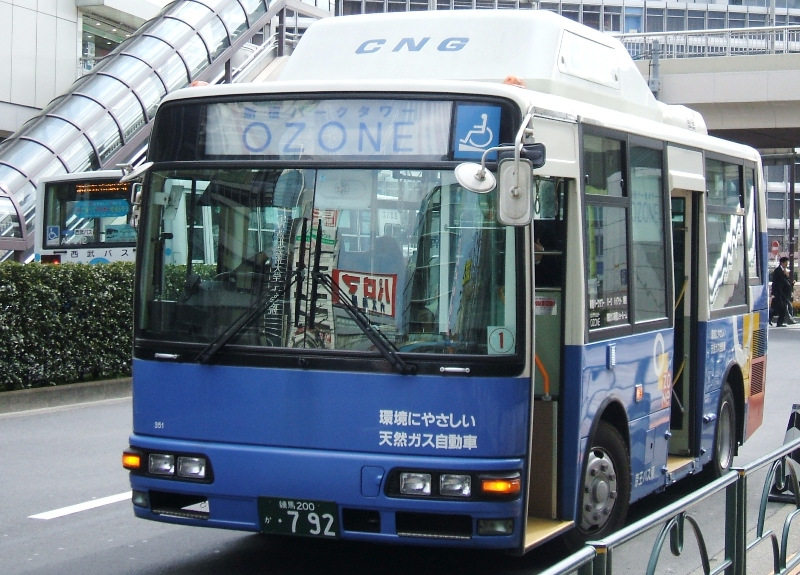
小型CNGワンステップバス
三菱ふそう・エアロミディMJ
新宿パークタワーOZONEシャトルバス

2000年代初頭より、環境対策として営業所敷地内にCNGスタンド「京王エコ・ステーション」を設置し、CNG車を多く配置していた。CNG車の導入は、2000年のすぎ丸専用車の日野・リエッセ（D20058）に始まる。これは路線バスとしては日本初のCNGバスによる営業運行となるもので、CNG改造はフラットフィールドが手掛けた。これ以降、京王ではCNGバスを大量導入することになるが、小型バスのCNG改造はすべて同社が手掛けている。
2002年には、一般路線用大型ノンステップバスとして日産ディーゼル・UA（富士重工7E車体）を3台（D40251 - D40253）導入、翌2003年には日産ディーゼル・UA（西工96MC車体）を一挙14台（D40301 - D40308、D40337 - D40342）導入した。こちらはメーカー純正のCNG車である。低公害車として都庁循環線などに充当された。
2003年には、一般路線車として三菱ふそう・エアロミディME1台（D30351）、特定車として新宿パークタワーOZONEシャトルバス専用の三菱ふそう・エアロミディMJを2台（K50351 - K50352）導入した。中でもエアロミディMJは永福町営業所のみに配置されていた車種で、リーフサスのワンステップバス（KK-MJ27HF）であった。「リビングデザインセンターOZONE」が東京ガスの施設であることから、2代目専用車のエアロミディMJではCNG改造が施された。三菱製小型車のCNG改造もフラットフィールドによる。
その後、2016年12月末までに永福町営業所所属のCNG車は全て除籍され、エコ・ステーションも翌年に解体された。CNG車は府中営業所や調布営業所にもコミュニティバス用の小型車で導入実績があるが、自前でエコ・ステーションを建設したのは永福町営業所のみである。

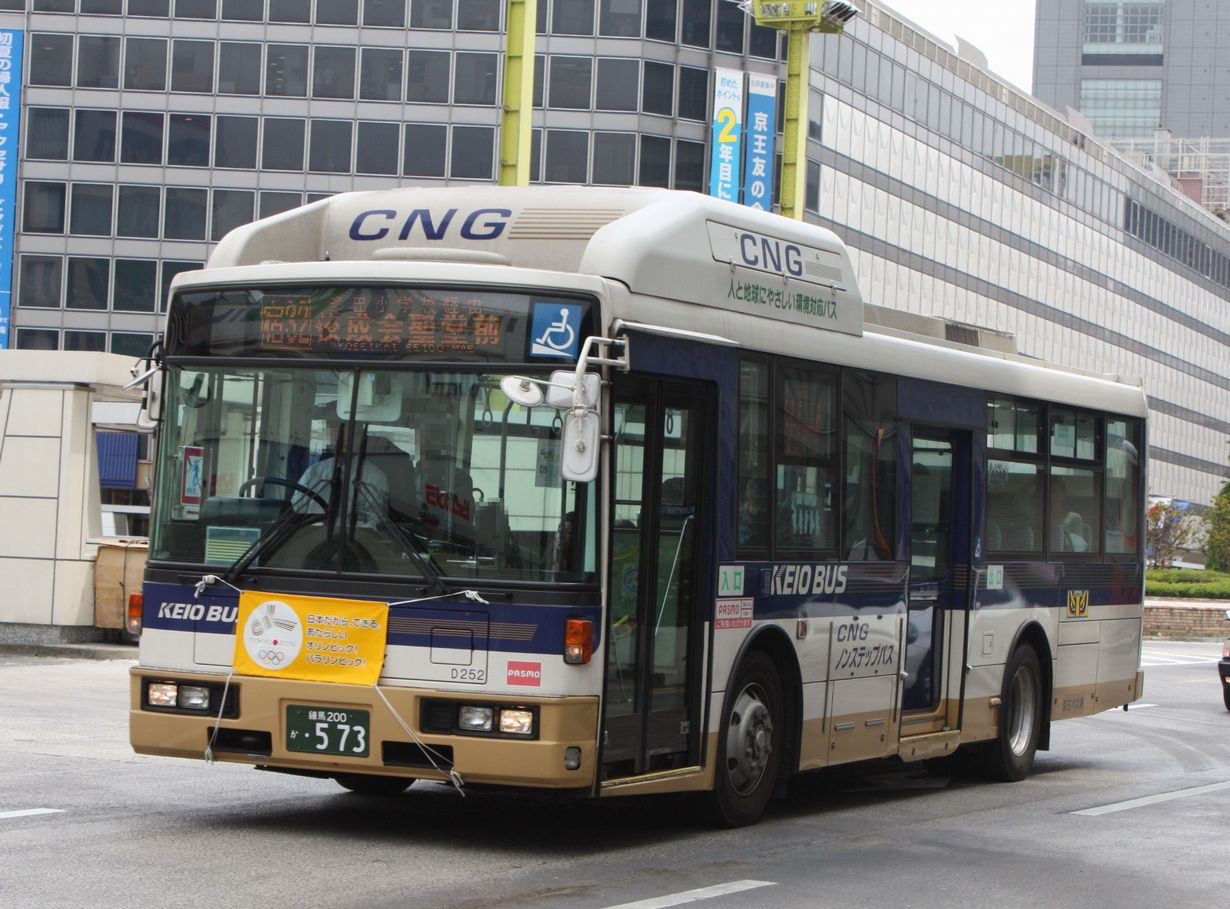
大型CNGノンステップバス 日産ディーゼル・UA、富士7E車体
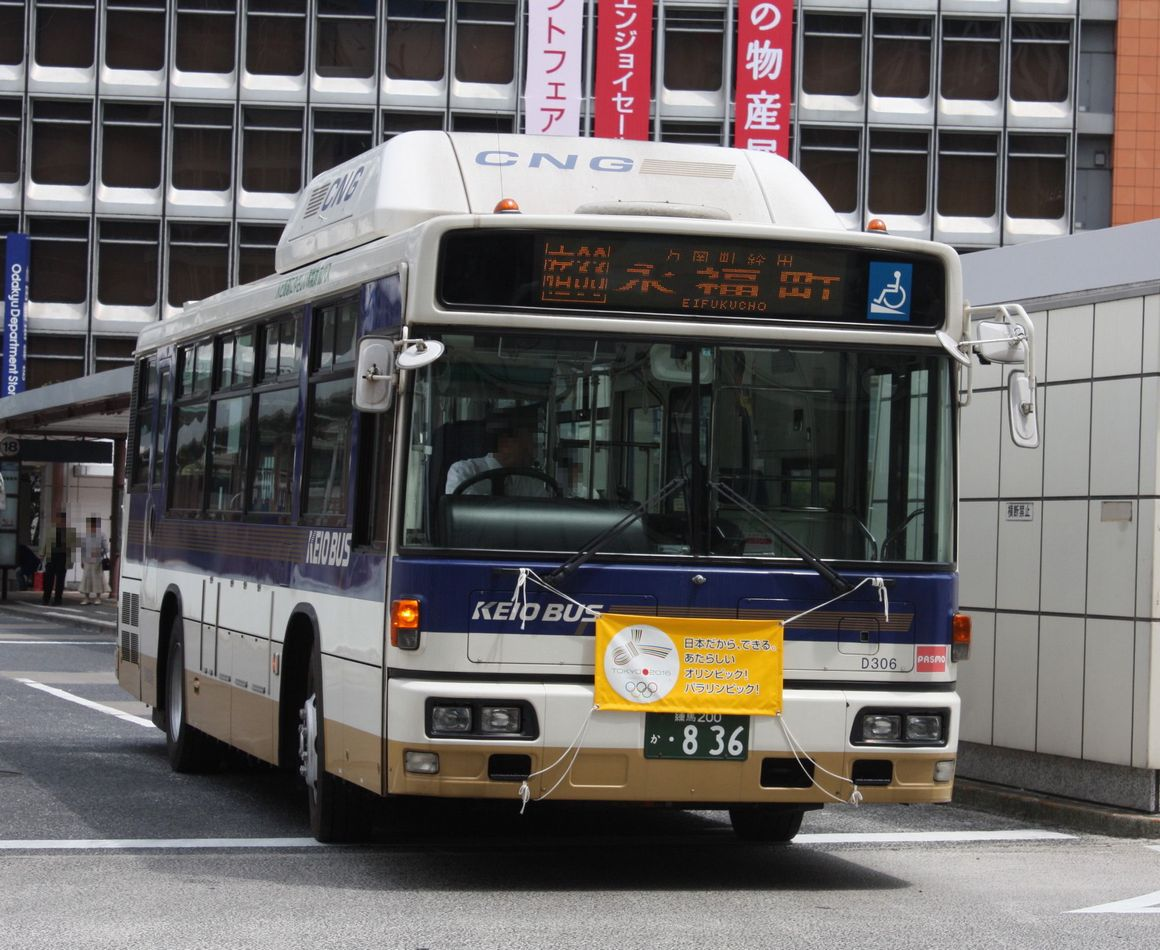
大型CNGノンステップバス 日産ディーゼル・UA、西工96MC車体

### 高速車
高速バス車両は、中央高速バス各線、長野線、沼津線、静岡線、浜松線、大阪線、姫路線、仙台線、アクアライン系統の車両配置がある。
路線車は、路線の中野営業所への移管に伴い数を減らしており、2020年12月には高速車が車庫の敷地半分を埋めるほどになっている。